# Bûche du Poitou
Bûche du Poitou est une marque commerciale de fromage français pasteurisé industriel fabriqué toute l'année en Poitou, dans la région Nouvelle-Aquitaine. Il est fabriqué à échelle industrielle  pour alimenter les rayons "à la coupe" des super et hypermarchés. Il tire son nom de sa forme, une longue bûche.

## Fabrication
Ce fromage à base de lait pasteurisé de chèvre à pâte  molle à croûte naturelle. Ce fromage qui a la forme d'un cylindre de 30 cm de longueur, a une croûte légèrement bleutée.
Il est affiné pendant un mois en cave sèche.
Ce fromage contient 30 % de matière grasse et peut peser de 1 kg à 1,5 kg.

## Qualités gustatives
Il a une saveur noisetée, un peu acide.

### Vins conseillés
- Sancerre blanc[5]
- Saint Joseph  ou Vacqueyras [5]

### Saisons conseillées
Les laits mélangés qui servent à l'élaboration de cette marque fromagère sont de meilleure qualité pendant la saison estivale.[réf. nécessaire]

## Articles Connexes
- Liste de fromages français
- Poitou